# Heterarmia fuliginaria
Heterarmia fuliginaria là một loài bướm đêm trong họ Geometridae.